# Atchkhoï-Martan
Atchkhoï-Martan (en russe : Ачхой-Мартан, en tchétchène : Iашхой-Марта) est une ville de la république de Tchétchénie en Russie. Elle est le chef-lieu du raïon d'Atchkhoï-Martan, et sa population s'élevait à 30 739 habitants lors du recensement de 2021.

## Géographie

Carte du raïon d'Atchkhoï-Martan. En rouge, la commune urbaine d'Atchkhoï-Martan

La ville d'Atchkhoï-Martan se situe dans la république de Tchétchénie en Russie. La ville fait partie du district fédéral du Caucase du Nord, et se situe à 202 km au sud-est de Piatigorsk, la capitale du district. Elle se trouve aussi à 1 502 km au sud de Moscou, ainsi qu'à 40 km au sud de Grozny, la capitale de la république.
Au sein de la république, elle fait partie du raïon d'Atchkhoï-Martan, duquel elle est le centre administratif. La ville fait partie de la municipalité d'Atchkhoï-Martan, dont elle est la seule localité.
La ville est traversée par un affluant du Sunzha, la rivière Fortanga (en tchétchène : Марта, Marta), à l'ouest de laquelle se trouve la rivière Atchkho. Le nom de la ville vient de ces deux rivières — Atchkho et Marta. À son sud se tient la montagne Nokhtchiïne-Kort.

Atchkhoï-Martan est situé 40 kilomètres au sud-ouest de la ville de Grozny. Les villages qui lui sont le plus proches sont Novy Charoï au nord, Chaami-Iourt au nord-est, Katar-Iourt à l'est, Stary Atchkhoït au sud-est, Bamout au sud-ouest et Assinovskaia au nord-ouest.
| Assinovskaïa | Novy Charoï     | Chaami-Iourt |
|              | Atchkhoï-Martan | Katar-Iourt  |
| Bamout       | Stary Atchkhoï  |              |

## Histoire

### Antiquité et Empire russe
À Atchkhoï-Martan, des cimetières et des tumulus du Moyen Âge ont été découverts. En 1936, A.P. Krouglov a enquêté sur des tumulus du XIVe-XVe siècles dont les particularités étaient d'être sphériques et avec des coquilles de pierre. Sur le côté ouest du village se trouve un monticule unique de 4,5 mètres de haut. Le monticule a été fouillé dans l'Antiquité et, selon les légendes locales, des boucles d'oreilles en or et des objets en fer y ont été trouvés.
La ville est détruite après qu'une bataille sanglante entre les Tchétchènes et les troupes tsaristes y eut lieu en 1840. En 1846, la fortification militaire de Staroatchkhoïev est construite pour prendre possession de la clairière adjacente, où se trouvaient des aouls et des fermes tchétchènes.

### Période soviétique
En 1944, après la dissolution de la RSSA de Tchétchénie-Ingouchie et l'opération Tchétchévitsa, la ville d'Atchkhoï-Martan a été rebaptisé Novosselskoïe. De 1944 à 1957, c'était le centre administratif du raïon de Novosselskoïe de l'oblast de Grozny.
Atchkhoï-Martan retrouve son nom originel en par décret du Présidium du Soviet suprême de Russie après la restauration après la restauration de la RSSA de Tchétchénie-Ingouchie le 10 avril 1957.

### Guerre de Tchétchénie
En 1999, pendant la deuxième guerre de Tchétchénie, la ville a atteint une notoriété nationale pour les combats et destructions qui y ont eu lieu. Cet événement est présenté dans la chanson de guerre russe « Ты только маме, что я в Чечне, не говори » (« Ne dis juste pas à maman que je suis en Tchétchénie »).

## Population et société

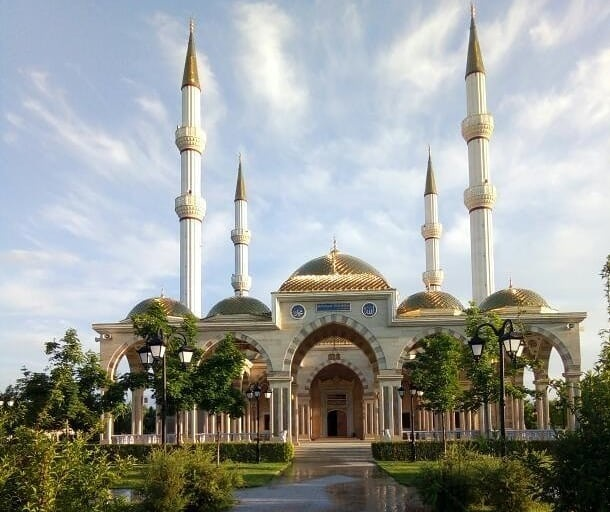
La mosquée d'Atchkhoï-Martan

Dans la ville se trouve une école primaire, neuf écoles secondaires, une maternelle, une maison de jeunesse, ainsi qu'une bibliothèque qui compte 70 000 livres. Avant le déclenchement des conflits, on y trouvait aussi l'un des plus grands collèges agricoles de la république, ainsi qu'un pensionnat.
La ville possède son propre club de football « Marta », et sa propre équipe de volley-ball « Atchkhoï », ainsi qu'un club de sport. Elle accueille des compétitions de judo, de karaté, de taekwondo et de boxe.
La plupart des habitants sont des musulmans, tout comme la plupart des habitants de la république. Les croyants peuvent se retrouver dans la la mosquée d'Atchkhoï-Martan, qui porte le nom du cheikh soufiste Batal-Kadji Belkhoroev.
En 2010, sur les 20 172 habitants, il y avait 99.7 % de tchétchènes, soit 20 113 habitants
Le chercheur Akhmad Souleïmanov a recensé plus de quatorze tribus tchétchènes (appelées taïp) dans la ville.

### Recensements et estimations de la population
Recensements et estimations de la population,:
| 1939  | 1959  | 1970   | 1979   |
| ----- | ----- | ------ | ------ |
| 6 399 | 8 389 | 12 726 | 12 726 |

| 1989   | 2002   | 2010   | 2014   |
| ------ | ------ | ------ | ------ |
| 14 680 | 16 742 | 20 172 | 22 187 |

| 2019   | 2021*  | - | - |
| ------ | ------ | - | - |
| 24 212 | 30 739 | - | - |

## Économie et transports
La ferme d'État d'Atchkhoï-Martan se trouve dans la ville et est engagée dans les cultures céréalières, l'élevage et l'horticulture. La ville abrite également la plus grande usine de transformation de graines de Tchétchénie, ainsi qu'une usine de plastique (MITU LCC) — le vendeur en gros de matériaux de construction le plus important de la république.
La route fédérale R217 passe 6 km au nord du village, route reliant la M4 à l'Azerbaïdjan en desservant les principales villes de Ciscaucasie. La gare la plus proche se situe à 15 km, dans le village de Samachki (elle n'est plus en service depuis 1944).

## Galerie

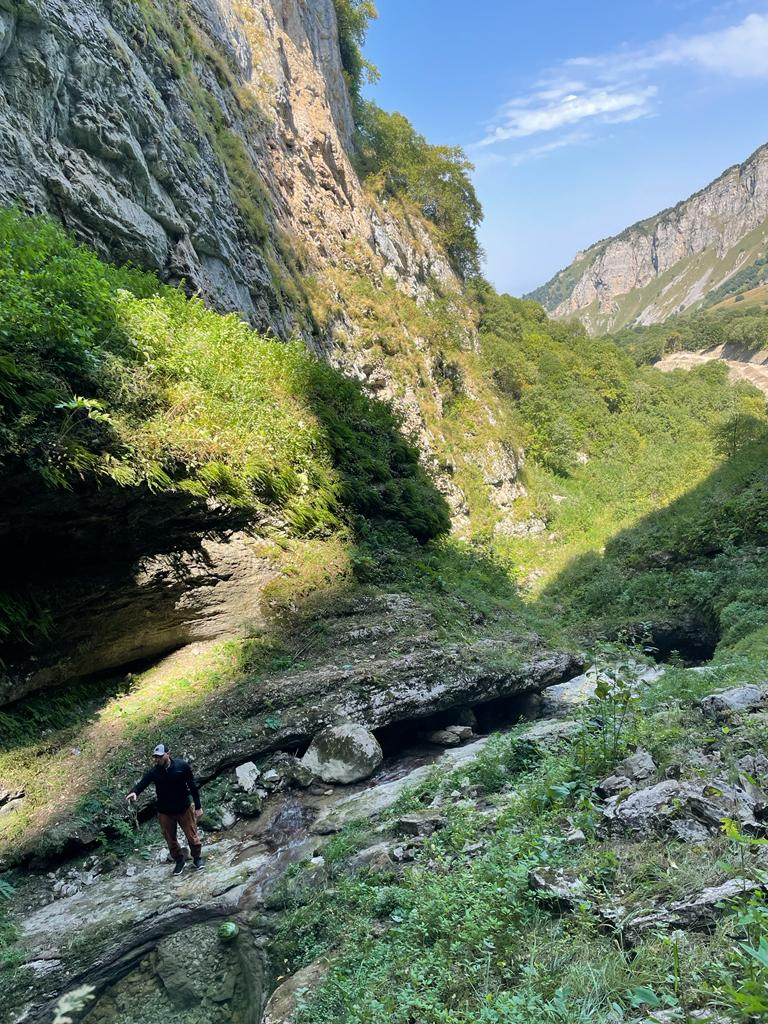
Source de la rivière Marta

## Célébrités liés à la ville
- Tamerlan Bashaev, judoka

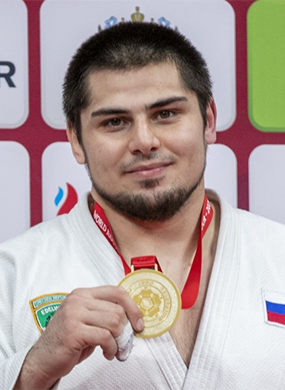
Tamerlan Bashaev en 2021.

- Magomet Mamakaïev, poète tchétchène, prosateur, publiciste et critique littéraire
- Magomed Biboulatov, combattant MMA
- Rassambek Akhmatov, footballeur professionnel
- Zia Bajaïev, homme d'affaires